# Groupement hippique national
Pour les articles homonymes, voir GHN.

Logo du Groupement hippique national

Le Groupement hippique national (GHN) est une association loi de 1901 française, organisée en délégations régionales, dont le rôle est d'« informer et d'accompagner les entrepreneurs du monde du cheval dans toutes leurs activités de gestion (juridique, fiscale et sociale) ». Il s'implique particulièrement dans les manifestations anti-équitaxe, en faisant savoir dans un communiqué que « l'administration des finances ment au gouvernement qui fait ensuite de même devant le Parlement, la filière équestre et des millions de Français », dénonçant « la langue de bois et la possibilité de garder un taux réduit de TVA dans les centres équestres, de l'avis même de la commission européenne ».